# Langeneß

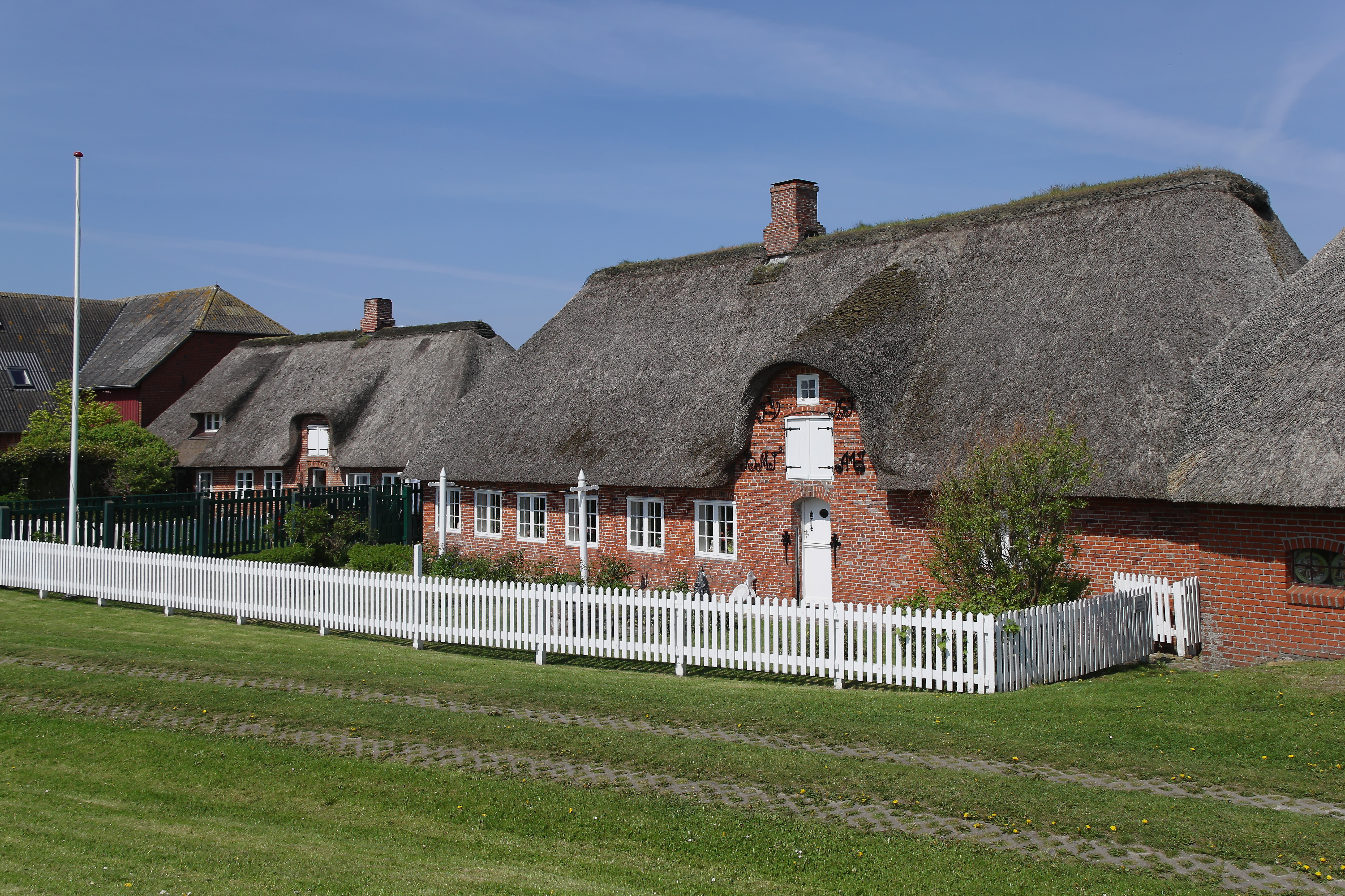
Uthländische Häuser auf der Ketelswarf

Langeneß [laŋəˈnɛs] (dänisch Langenæs, nordfriesisch Nees) ist eine Hallig im Bereich der Nordfriesischen Inseln vor der schleswig-holsteinischen Nordseeküste zwischen den großen Prielen Norderaue und Süderaue.
Zusammen mit der östlich angrenzenden Hallig Oland bildet Langeneß die gleichnamige Gemeinde Langeneß.
Beide Halligen sind über eine Schienenverbindung (Halligbahn Dagebüll–Oland–Langeneß) miteinander und dem Festland verbunden.

## Geschichte
Vor der Burchardiflut von 1634 bildete Langeneß zusammen mit der Hallig Oland und weiteren Landmassen die Hallig Alt-Langeneß.
Im Jahr 1802 bestand das heutige Langeneß noch aus drei einzelnen Halligen: Langeneß (Osten), Butwehl (Südosten) und Nordmarsch (Westen), die bis zum Jahr 1869 durch Dammbauten, Lahnungen und natürlichen Anwuchs zusammenwuchsen. Der ursprüngliche Name der zusammengewachsenen Insel lautete Nordmarsch-Langeneß.
Butwehl ist möglicherweise die in Waldemars Erdbuch erwähnte Insel Hwäler.
Langeneß wurde über die Jahrhunderte kleiner. Vor der Flut von 1825 wurden noch 70 Häuser und 187 Einwohner gezählt. 1850 standen auf 14 Warften 50 Häuser, 1905/06 30 Häuser. 1873 war die Hallig 1179 ha groß. Nach der Vermessung von 1882 waren es nur noch 1025 ha. Heute ist Langeneß mit einer Länge von etwa 10 km, einer Breite von bis zu 1400 m und einer Gesamtgröße von 956 ha die größte der Halligen.

## Verkehr, Wirtschaft und Tourismus

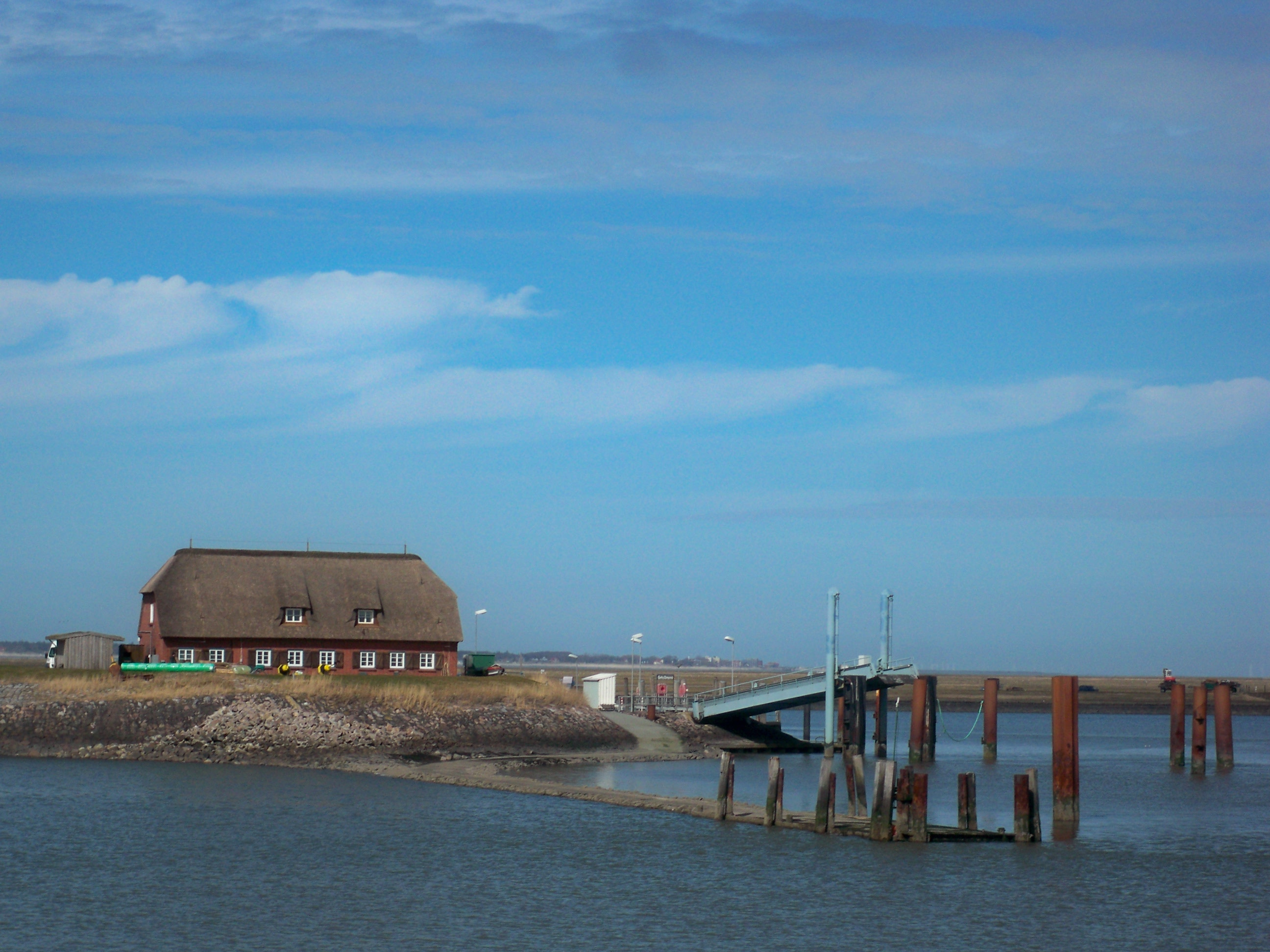
Der Hafen von Langeneß

Die Hallig ist mit einer Lorenbahn durch das Wattenmeer mit der Hallig Oland und von dort weiter mit dem Festland bei Dagebüll verbunden. Der „Lorenbahnhof“ befindet sich im Nordosten der Hallig nahe der Bandixwarft. Am anderen Ende von Langeneß im Südwesten bei der Rixwarft gibt es die einzige Anlegestelle mit regelmäßigen Fährverbindungen. Die Fähre Hilligenlei der Wyker Dampfschiffs-Reederei Föhr-Amrum verkehrt von hier über die Hallig Hooge zum Fährhafen Schlüttsiel auf dem Festland. An verschiedenen Wochentagen werden von Wittdün / Amrum aus Ausflugsfahrten nach Langeneß angeboten, mit einem 2-stündigen Aufenthalt auf der Hallig. Außerdem bestehen auf dieser Strecke mehrmals wöchentlich Schnellboot-Verbindungen mit MS Adler Rüm Hart.
Das Übersetzen mit dem Auto und die Nutzung des Autos auf der Insel ist möglich. Allerdings gibt es auf Langeneß praktisch nur eine Straße zwischen dem Fähranleger und dem Lorenbahnhof mit kurzen Abzweigungen zu den einzelnen Warften. Eine Tankstelle ist nicht vorhanden.
Langeneß wird seit 1954 über ein Kabel vom Festland mit Strom versorgt. Auch die Trinkwasserversorgung ist seit 1963 über eine Verbindungsleitung zur Küste sichergestellt. 
Neben der Landwirtschaft (überwiegend im Nebenerwerb) und/oder einer Beschäftigung im Küstenschutz (beim Landesbetrieb für Küstenschutz, Nationalpark und Meeresschutz Schleswig-Holstein) stellt der Tourismus eine wichtige Einkommensquelle der Bewohner dar. Während die Unterbringung auf den Halligen größtenteils in Pensionen und Ferienwohnungen erfolgt, sind auf der Mayenswarf auch Übernachtungen in einem Vier-Sterne-Hotel möglich.
Ganz im Westen steht auf der alten Peterswarft der 1902 errichtete Leuchtturm Nordmarsch mit einer Höhe von 11,50 Metern.

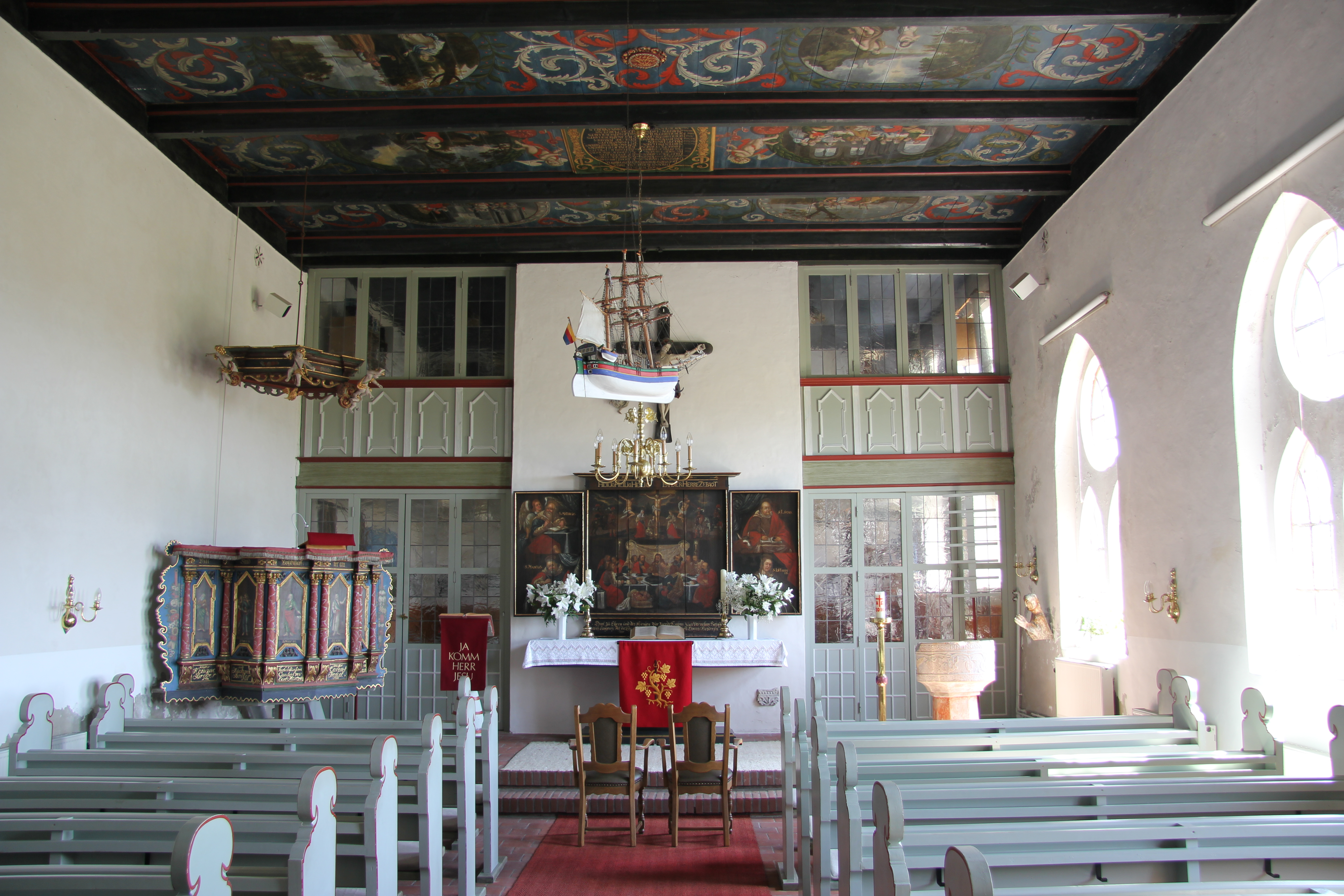
Innenraum der Kirche von Langeneß mit Altar

Die Gemeinde Langeneß hat zwei Postleitzahlen: Einerseits die 25863 für die Hallig Langeneß und andererseits die 25867 für die Hallig Oland. Langeneß ist damit die nach Einwohnern kleinste Gemeinde in Deutschland mit mehreren Postleitzahlen.
Die Langenesser Kirchengemeinde umfasst auch die Halligen Oland und Gröde. Die evangelisch-lutherische Kirche Langeneß wurde 1894 erbaut und ist die einzige Kirche auf der Hallig. Die Holzdecke weist zahlreiche Deckenmalereien auf mit Motiven aus der Bibel, so etwa der Anbetung des Christkinds im Stall zu Bethlehem. Auf dem Kirchhof befindet sich einer der beiden Halligfriedhöfe; der andere liegt auf der Kirchhofswarft. Hier befand sich bis zur Sturmflut von 1825 die Halligkirche, die schwer beschädigt, später abgerissen und verlegt werden musste; der dortige Friedhof blieb erhalten und wird auch heute noch genutzt.
Das Kapitän-Tadsen-Haus auf der Ketelswarf dient der Darstellung der Lebensweise auf Langeneß in historischer Zeit; es kann besichtigt werden. Nahe dem Gebäude ist eine hölzerne Windmühle erhalten geblieben.
Aus der Warft Treuberg mit ihrem jahrelang leerstehenden Gebäudebestand soll, durch Fördermittel bezuschusst, eine dem Anstieg des Meeresspiegels angepasste Klima-Warft werden. Sie wird zu einem Markttreff umgebaut und als Nahversorgungszentrum für die Halligbewohner und Feriengäste dienen. Auch Krankenstation, Dauerwohnraum sowie die beiden Bauhöfe der Gemeinde und des Landesbetriebs für Küstenschutz, Nationalpark und Meeresschutz sollen hier neu errichtet werden.

## Darstellung in Museen, Kunst und Literatur
Vorfahren des bedeutenden Philosophen und Pädagogen Friedrich Paulsen (1846–1908) stammten von Langeneß, Nordmarsch und Oland. In seinen Erinnerungen Aus meinem Leben schrieb er über einen Besuch 1903 auf Nordmarsch-Langeneß: „Die Inseln der Seligen können nicht schöner sein.“
Der Roman Hilligenley von Gustav Frenssen aus dem Jahr 1906 hat die gleichnamige Warft von Langeneß zum Schauplatz.
Schon in den frühen 1930er-Jahren besuchte der aus Wesselburen stammende Halligmaler Willy Graba im Sommer regelmäßig Langeneß, um hier zu malen. Quartier bezog er immer bei den Schwestern Pauline und Johanna Sönnichsen auf der Ketelswarf, wo auch schon Amelie Ruths die Sommer verbrachte. Ab 1965 lebte Graba dann ganz auf der Ketelswarf. Nach seinem Tod am 26. Dezember 1973 wurde er auf dem Friedhof der Hallig beerdigt. Sein Grab befindet sich noch immer dort.
Auch die Künstlerin Gertrud Weiberlen (1891–1985) ruht auf der Hallig, wo sie viele Sommer tätig war.
Das Klimahaus Bremerhaven stellt in seinem Ausstellungsteil „Reise“ als letzte Station auf dem 8. Längengrad Langeneß vor. Als „Botschafterin“ und „Gesicht von Langeneß“ wird eine ehemalige Gemeindeschwester auf der Peterhaitzwarf porträtiert. Tatsächlich liegt Langeneß allerdings näher am 9. Längengrad.
Der Regisseur Christoph Schlingensief drehte 1986 den Film Egomania – Insel ohne Hoffnung unter anderem auf Langeneß.
Anfang der 1990er Jahre siedelte der Hamburger Filmregisseur Tevfik Başer seine deutsch-türkische Liebesgeschichte Lebewohl Fremde, die 1993 in die Kinos kam, auf der Hallig an.
Der Hallig-Roman Godber Godbersen von Elfriede Rotermund (1928) spielt teilweise auf Langeneß. Größtenteils auf Langeneß spielen die Sönke-Hansen-Krimis von Kari Köster-Lösche, zu deren Rahmenhandlung die Veränderung des Halliglebens am Ende des 19. Jahrhunderts durch Uferbefestigung und Tourismus gehört.